# ヴァージン・モバイル
ヴァージン・モバイル(Virgin Mobile)とは各国で事業を展開するヴァージン・グループの携帯電話会社。

## 概要
既存の移動体通信事業者の通信網を活用した仮想移動体通信事業者としてオーストラリア、コロンビア、イギリス、カナダ、チリ、サウジアラビア、ポーランド、南アフリカ、メキシコ、アメリカ合衆国でプリペイド携帯電話の事業を展開する。
2009年にはアメリカの携帯電話事業で第3位のスプリントがヴァージン・モバイルUSAの株式のうち 未保有分の約4億2000万ドル（約400億円）相当を株式交換で取得すると発表した。
カタールではブランドのみを許諾していたが撤退した。
フランスでは仮想移動体通信事業者として事業を展開していたが2012年1月に自社のネットワークを保有する格安の移動体通信事業者であるフリー・モバイルが参入したことにより、加入者数が減少して一時は持ち直したものの、2015年に事業をSFRへ売却した。
シンガポールでは2001年10月に事業を立ち上げたものの、顧客が集まらずに1年後の2002年10月に撤退した。